# Loose
Loose es el tercer álbum de la cantautora luso-canadiense Nelly Furtado publicado por Geffen Records. Nelly Furtado trabajó con el productor Timbaland en la mayoría de la producción del álbum, que debutó exitosamente en numerosas listas de ventas de todo el mundo.

## Producción
Loose fue nombrado parcialmente por la decisión espontánea de Furtado que experimentó cuando estaba creando el álbum y también por la banda TLC, que ella había dicho que admiraba por "reservar su sexualidad, mostrando que son mujeres reales y completas". Esta fue la primera vez que Furtado trabajó con una variedad de productores musicales y se orientó sobre la base de estos. El álbum, en su mayoría producido por Timbaland, mostró que Furtado estaba experimentado con el género del R&B e hip hop y la "surrealidad y teatralidad de la música de los 80". Ella misma categorizó su álbum como punk-hop, el cual lo describe como "moderno, divertido, animado y dinámico". Ella atribuyó la juvenilidad del álbum a la presencia de su hija de tres años, Nevis, en su vida.
Furtado también quiso que el álbum se escuchara más parecido a sus grabaciones demo, las cuales ella prefiere más que sus álbumes finalizados. Ella expresa que "lo bueno es que hicimos las mezclas como nos gustaba. El álbum, teoréticamente, es una mezcla como nos gustaba a nosotros". Durante la producción del álbum, Furtado escuchó mucha música electrónica y rock duro, en especial música del grupo System of A Down, lo que influenció los sonidos de rock en el álbum y el "bajo distorsionado", que no fueron eliminados de las canciones.
Timbaland y Danja produjeron diez de las doce canciones en el álbum (en la versión internacional son 14 canciones y 13 en sus respectivas versiones regionales), otro productor del álbum es Lester Méndez, que ha producido para Shakira, entre otros.
Juanes, con el cual Furtado ya había colaborado previamente en la canción Fotografía, sencillo del álbum ganador del Grammy Latino, Un Día Normal (2002) de Juanes, realiza dúo esta vez en el álbum de Nelly Furtado con la canción Te busqué, logrando el número uno España.
Furtado también colaboró con The Neptunes, Nellee Hooper y Scott Storch, pero ninguna de las canciones producidas con estos artistas llegó a formar parte de la lista final de canciones. La canción I am, que apareció en internet en diciembre de 2005 hizo circular rumores que aparecería en el álbum final, pero a finales de 2006 fue revelado que la canción nunca había sido producida para Loose ni con Timbaland.
El 7 de junio de 2006 se publicó que la voz del vocalista de Coldplay, Chris Martin, en All good things (Come to an end) sería excluida de la canción debido a la solicitud de la discográfica de Martin, EMI. La canción permaneció en el álbum, pero solo con la voz de Nelly Furtado. Sin embargo, el 27 de junio la versión de All good things (Come to an end) con la voz de Chris Martin apareció en internet.

## Publicación y reacciones
En general, Loose recibió críticas positivas que afirmaban el efecto "revitalizante" de Timbaland sobre la música de Furtado, y otros lo llamaron "inteligente, sorprendente". 
Se convirtió en el álbum más exitoso en toda la carrera de Furtado, ya que alcanzó el puesto número 1 en varios países. También debutó en el primer lugar en las listas de ventas de álbumes canadienses vendiendo más de 34.000 copias en la primera semana. Fue la venta de mayor éxito de una artista canadiense a lo largo del año 2006. El álbum también debutó en el primer puesto en el Top Billboard 200 de Estados Unidos y también en el primer puesto en Alemania. En Reino Unido se vendieron 30.000 copias en la primera semana, entrando en las listas en quinto lugar. En Australia fue premiado con un disco de oro vendiendo más de 35.000 copias y de acuerdo con la revista Billboard y la RIAA, también en los Estados Unidos fue certificado con el disco de oro. Se estima que el álbum ha vendido más de 11 millones de copias alrededor del mundo (de acuerdo con Mediatraffic).
Cuatro sencillos fueron publicados al mismo tiempo en diferentes regiones del mundo: No hay igual (con Calle 13) , influenciada del reguetón, Promiscuous (con Timbaland), que pertenece al género del hip-hop, la balada en español e inglés Te busqué (con Juanes) y Maneater en Europa. Esta ha sido la primera vez que tres o más sencillos fueron publicados simultáneamente en el mundo con el fin de promocionar el álbum.
Maneater, el sencillo en Europa, llegó al puesto uno en las listas de ventas europeas y en el Reino Unido, así como "Promiscuous" en Estados Unidos. "Promiscuous" ganó el premio de "canción del verano" en la entrega de los Teen Choice Awards de 2006.
Furtado lanzó la canción All good things (Come to an end), el 03/11/2006 en Alemania y el 20/11/2006 en Reino Unido. Fue publicado de primero en Europa, en 2007 se espera en Norteamérica. El video fue publicado el 26 de octubre de 2006 en canales de televisión del Reino Unido y en páginas de internet y fue rodado en Puerto Rico. La canción ha sido un éxito especialmente en Alemania, donde ha permanecido en los primeros puestos por varias semanas.
Say it right fue publicada en Estados Unidos en noviembre de 2006. También se le considera un éxito, el video muestra a Furtado bajando de un helicóptero y también cuenta con la presencia de Timbaland.
A finales de abril de 2007, fueron publicadas fotos para el Video de la canción "In God's Hands", lo que confirma la publicación de esta canción en Estados Unidos.
El 3 de mayo de 2007, salió la información de que el quinto sencillo en Alemania sería Te busqué, posteriormente publicado el 5 de junio de 2007.  
La gira de promoción de Loose fue llamada "Get Loose Tour". Comenzó en febrero de 2007 con conciertos en Australia, Japón, Europa, Latinoamérica, Canadá y Estados Unidos (a partir de agosto de 2007).
A mediados de julio de 2007 fue lanzado el sencillo Do it  pero solo para Estados Unidos

## Lista de canciones
| N.º | Título                             | Escritor(es)                                       | Productor(es)                   | Duración |  |
| 1.  | «Afraid» (con Attitude)            | Nelly Furtado, Tim Mosley, Nate Hills, Tim Clayton | Timbaland, Danja                | 3:35     |  |
| 2.  | «Maneater»                         | Furtado, Mosley, Hills, Jim Beanz                  | Timbaland, Danja                | 4:18     |  |
| 3.  | «Promiscuous» (con Timbaland)      | Furtado, Clayton, Mosley, Hills                    | Timbaland, Danja                | 4:02     |  |
| 4.  | «Glow»                             | Furtado, Mosley, Hills, Nisan Stewart              | Timbaland, Danja                | 4:02     |  |
| 5.  | «Showtime»                         | Furtado, Hills                                     | Danja                           | 4:04     |  |
| 6.  | «No Hay Igual»                     | Furtado, Mosley, Hills, Stewart                    | Timbaland, Danja, Nisan Stewart | 3:35     |  |
| 7.  | «Te Busqué» (con Juanes)           | Furtado, Juanes, Lester Mendez                     | Lester Méndez                   | 3:38     |  |
| 8.  | «Say It Right»                     | Furtado, Mosley, Hills                             | Timbaland, Danja                | 3:43     |  |
| 9.  | «Do It»                            | Furtado, Mosley, Hills                             | Timbaland, Danja                | 3:41     |  |
| 10. | «In God's Hands»                   | Furtado, Rick Nowels                               | Rick Nowels, Nelly Furtado      | 4:12     |  |
| 11. | «Wait for You»                     | Furtado, Mosley, Hills                             | Timbaland, Danja                | 5:11     |  |
| 12. | «Somebody To Love»                 | Furtado, Mosley, Chris Martin, Hills               | Timbaland, Danja                | 4:56     |  |
| 13. | «All Good Things (Come to an End)» | Furtado, Mosley, Chris Martin, Hills               | Timbaland, Danja                | 5:11     |  |

| Edición Internacional (Bonus Track) |                                               |              |               |          |  |
| N.º                                 | Título                                        | Escritor(es) | Productor(es) | Duración |  |
| 14.                                 | «Te busque (Versión en español)» (con Juanes) |              |               |          |  |

| Edición Limitada España y Latinoamérica (Portada Amarilla) (Bonus Tracks) |                                   |              |               |          |  |
| N.º                                                                       | Título                            | Escritor(es) | Productor(es) | Duración |  |
| 15.                                                                       | «No hay igual» (con Calle 13)     |              |               |          |  |
| 16.                                                                       | «Lo bueno siempre tiene un final» |              |               |          |  |
| 17.                                                                       | «En las manos de Dios»            |              |               |          |  |
| 18.                                                                       | «Dar»                             |              |               |          |  |